# Famille de La Roche-Bernard
Pour l’article homonyme, voir Familles de La Roche.
 (septembre 2024).
La mise en forme du texte ne suit pas les recommandations de Wikipédia : il faut le « wikifier ».
Les points d'amélioration suivants sont les cas les plus fréquents. Le détail des points à revoir est peut-être précisé sur la page de discussion.
- Les titres sont pré-formatés par le logiciel. Ils ne sont ni en capitales, ni en gras.
- Le texte ne doit pas être écrit en capitales (les noms de famille non plus), ni en gras, ni en italique, ni en « petit »…
- Le gras n'est utilisé que pour surligner le titre de l'article dans l'introduction, une seule fois.
- L'italique est rarement utilisé : mots en langue étrangère, titres d'œuvres, noms de bateaux, etc.
- Les citations ne sont pas en italique mais en corps de texte normal. Elles sont entourées par des guillemets français : « et ».
- Les listes à puces sont à éviter, des paragraphes rédigés étant largement préférés. Les tableaux sont à réserver à la présentation de données structurées (résultats, etc.).
- Les appels de note de bas de page (petits chiffres en exposant, introduits par l'outil «  Source ») sont à placer entre la fin de phrase et le point final[comme ça].
- Les liens internes (vers d'autres articles de Wikipédia) sont à choisir avec parcimonie. Créez des liens vers des articles approfondissant le sujet. Les termes génériques sans rapport avec le sujet sont à éviter, ainsi que les répétitions de liens vers un même terme.
- Les liens externes sont à placer uniquement dans une section « Liens externes », à la fin de l'article. Ces liens sont à choisir avec parcimonie suivant les règles définies. Si un lien sert de source à l'article, son insertion dans le texte est à faire par les notes de bas de page.
- La présentation des références doit suivre les conventions bibliographiques. Il est recommandé d'utiliser les modèles {{Ouvrage}}, {{Chapitre}}, {{Article}}, {{Lien web}} et/ou {{Bibliographie}}. Le mode d'édition visuel peut mettre en forme automatiquement les références.
- Insérer une infobox (cadre d'informations à droite) n'est pas obligatoire pour parachever la mise en page.

Pour une aide détaillée, merci de consulter Aide:Wikification.
Si vous pensez que ces points ont été résolus, vous pouvez retirer ce bandeau et améliorer la mise en forme d'un autre article.
 (novembre 2023).
La famille de La Roche-Bernard est une famille noble originaire de Normandie, puis installée en Bretagne.

## Histoire
Un seigneur normand, Bernard, qui s'établit, semble-t-il, dans la seconde moitié du Xe siècle au bord de la Vilaine.

## Les branches

### Branche aînée
- Bernard Ier de La Roche-Bernard (vers 957 † vers 1010), baron de La Roche-Bernard, châtelain de La Brétesche,
enfants
Riwallon Ier (vers 975 † vers 1016), baron de La Roche-Bernard,
Simon Ier, baron de La Roche-Bernard,
un fils (vers 985 † après 1039),
un fils (vers 987 † après 1039),

Un texte contemporain nous rapporte que Bernard Ier avait des ennemis acharnés et qu'il succomba sous leurs coups. Son fils Rivallon Ier vengea sa mort en exterminant ses meurtriers, mais il périt lui-même dans la lutte.
- Riwallon Ier de La Roche-Bernard (vers 975 † vers 1016), baron de La Roche-Bernard, châtelain de La Brétesche, sans postérité,
- Simon Ier de La Roche-Bernard (vers 978 † vers 1051), baron de La Roche-Bernard, châtelain de La Brétesche,
enfants :
Bernard II, baron de La Roche-Bernard,
Normand (après 1008 † après 1095),
Daniel Ier (après 1010 † 1096), seigneur d'Assérac, 
marié après 1024, dont un fils :
Frédor, seigneur d'Assérac,

Simon Ier de La Roche-Bernard fonde dans ses fiefs en 1026 l'abbaye de Saint-Gildas-des-Bois, où il fut inhumé.
- Bernard II de La Roche-Bernard (après 1006 † après 1096), baron de La Roche-Bernard, châtelain de La Brétesche, il revêt avant de mourir l'habit religieux à Saint-Gildas-des-Bois, 
de son mariage postérieur à 1024, il aura :
Riwallon II, baron de La Roche-Bernard,
Simon II, baron de La Roche-Bernard,
Conan,
Budic,
Daniel,
- Riwallon II de La Roche-Bernard (attesté 1127 et 1131), baron de La Roche-Bernard, châtelain de La Brétesche,
enfants :
Bernard,
Guihenoc,
Judicael,
- Simon II de La Roche-Bernard, baron de La Roche-Bernard, châtelain de La Brétesche, frère du précédent,
marié à une fille de Eudon Ier de Porhoët, dont :
Josselin Ier, baron de La Roche-Bernard,
Daniel,
Riwallon III,
enfant :
Eudon Ier, († après 1003),
- Josselin Ier de La Roche-Bernard, baron de La Roche-Bernard, châtelain de La Brétesche, bienfaiteur de l'Abbaye Notre-Dame de Blanche-Couronne,
marié après 1003 à Agathe, dont :
Yseult,
Guillaume,
Alain Ier, baron de La Roche-Bernard,
Olivier,
- Alain Ier de La Roche-Bernard, baron de La Roche-Bernard, châtelain de La Brétesche,
- Josselin II de La Roche-Bernard († 1266), baron de La Roche-Bernard, châtelain de La Brétesche, fils du précédent,
marié avant 1239 à Tiphaine († 20 mai 1239), dont :
Guillaume II, baron de La Roche-Bernard,
Alain II, baron de La Roche-Bernard,
Berthelot, II †
Thomasse (vers 1245 † 1310),
mariée en 1266 à Alain VI, vicomte de Rohan, mort en 1304, veuf d'Isabeau, fille d'Hervé vicomte de Léon
Béatrice, dame héritière de Pouldavid,
mariée vers 1260 à Hervé Ier de Névet († après 1270), chevalier[1],
marié après 1251 à Mahaut de Montfort († 1279), dame héritière de Montfort, (sans postérité)
- Guillaume II de La Roche-Bernard († après 1267), baron de La Roche-Bernard, châtelain de La Brétesche, sans postérité,
- Alain II de La Roche-Bernard, baron de La Roche-Bernard, châtelain de La Brétesche, frère du précédent,
- Eudon ou Eon II de La Roche-Bernard, († 1302 - Courtray), baron de La Roche-Bernard, châtelain de La Brétesche, fils du précédent,
marié en 1279 avec Hermine († 1298), dame héritière de Lohéac, dont :
Bernard III, baron de La Roche-Bernard,
Péan, (voir ci-dessous)
Catherine,
mariée en 1301 à Guillaume Ier (avant 1287 † 1316), chevalier, seigneur de Hacqueville en 1306, fils de Hervé V, seigneur de Léon,
une fille,
mariée à Guillaume II († vers 1307), seigneur de Clisson,

“Vassal du duc de Bretagne Eudon, reconnut en 1294 devoir au duc pour son fief de la Roche trois chevaliers d'ost dont Thébaud de Rochefort avait la moitié à cause de la terre d'Assérac”
Un contre-scel de ce seigneur de l'année 1298 porte D'or à l'aigle à deux têtes éployée de sable, armée et becquée de gueules,
À la suite du décès de Hermine de Lohéac, Eudon et ses descendants, héritiers de la défunte prirent nom et armes de Lohéac.
Dans les premières années du XIVe siècle le fief de La Roche-en-Nort était passé dans la maison de la Roche-Bernard, les sires de la Roche-Bernard en firent le chef-lieu d'une foule d'autres fiefs voisins constituant une importante seigneurie. Bernard III, sire de la Roche-Bernard, rendit aveu au duc de Bretagne en 1305 pour ses baronnies de la Roche-Bernard et de la Roche-en-Nort,
- Bernard III de La Roche-Bernard († vers 1306 - inhumé aux Cordeliers - Rennes), baron de La Roche-Bernard, châtelain de La Brétesche, seigneur de Lohéac, (vers 1289, du chef de sa mère et reconnut en 1294 devoir au duc 3 chevaliers d'ost pour cette terre, et de la Roche-en-Nort (pour lesquelles il rendit aveu au duc de Bretagne en 1305 pour ses baronnies de la Roche-Bernard et de la Roche-en-Nort),
marié en 1301 à Amice (avant 1287 † après 1317), fille de Hervé V, seigneur de Léon, sans postérité, Famille de Léon Famille de Craon
- Péan ou Jean de La Roche-Bernard (il prit le nom de Lohéac) († 18 juin 1347 - Bataille de la Roche-Derrien), baron de La Roche-Bernard, châtelain de La Brétesche, seigneur de Lohéac, et de La Roche-en-Nort, frère du précédent,
marié à Isabeau († 1322), fille de Guy IX de Laval, dont :
Jeanne, dite de Lohéac,
mariée en 1345 à Guillaume († 1383), seigneur de France (en Guignen),
Eudes III, baron de La Roche-Bernard,
une fille,
- Eudes III de La Roche-Bernard, dit Eon ou Eudon de Lohéac († 29 septembre 1364  à la Bataille d'Auray), baron de La Roche-Bernard, châtelain de La Brétesche, seigneur de Lohéac, et de La Roche-en-Nort, fils du précédent,
marié à Béatrice de Craon († 26 septembre 1356), fille de Guillaume Ier le Grand, vicomte de Châteaudun et seigneur de Sablé, dont :
Guillaume († 1356),
marié à Amicie de Rostrenen,
Isabeau, baronne héritière de La Roche-Bernard
Marguerite dite de Lohéac († 1412), dame héritière de Faugaret,
mariée avant 1364 à Jean II de Châteaugiron dit de Malestroit († 1394), seigneur de Malestroit et de Largoët, dont :
Jeanne († entre 1428 et 1431), unique héritière de la branche aînée des seigneurs de Malestroit, et de Faugaret,
mariée avant le 12 janvier 1406 à Guillaume († 1432), seigneur de Montauban, chevalier banneret, seigneur de Landal, de Linières, de La Doucette et de Crespon, de Plancoët, chancelier de la reine de France, et chambellan du Dauphin, capitaine de Dinan, dont :
Béatrix ou Jeanne († 1401), dame de La Gacilly,
mariée le 1er juillet 1400 avec Jean III, seigneur de Rieux,
Catherine († après le 17 mars 1403),
mariée à Renaud de Thouars († vers 1385), seigneur de Pouzauges, petit-fils de Hugues II de Thouars,
- Isabeau de La Roche-Bernard († 1400), baronne héritière de La Roche-Bernard, fille du précédent. Elle se démit en 1395 de la Roche-Bernard en faveur de son fils aîné), châtelaine de La Brétesche, dame héritière de Lohéac, et de La Roche-en-Nort,
mariée en 1353 à Raoul VIII de Montfort († 28 mars 1394), seigneur de Montfort et de Gaël, dont
Raoul IX,
Éon († 22 novembre 1372),
marié le 5 octobre 1371 à Jeanne de Rochefort († 1423), vicomtesse héritière de Donges,

### Branche d'Assérac
- Daniel Ier (après 1010 † 1096), seigneur d'Assérac, 
marié après 1024, dont un fils :
Frédor, seigneur d'Assérac,
- Frédor d'Assérac[3], seigneur d'Assérac, fils du précédent,
- Rioc d'Assérac, seigneur d'Assérac, fils du précédent. Lui ou son père est l'édificateur du premier château de Ranrouët,
- Guillaume d'Assérac[4], seigneur d'Assérac,
- Pierre d'Assérac[5], seigneur d'Assérac,
- Alain d'Assérac, seigneur d'Assérac, ambassadeur en Angleterre du duc Jean Ier en 1268,
- L'Héritière d'Assérac
mariée probablement à Guillaume Ier de Rochefort (vers 1230 † après 1275), seigneur de Rochefort, et d'Assérac, vicomte de Donges,

### Branche de Quifistre
Les Quifistre sont un ramage de La Roche-Benard.

## Titres
- Barons de La Roche-Bernard,
- Seigneurs de Lohéac,

## Blason
| Image | Armes de la Famille de La Roche-Bernard                                                   |
| ----- | ----------------------------------------------------------------------------------------- |
|       | Branche aînée D'or à l'aigle éployée (bicéphale) de sable, becquée et membrée de gueules. |
|       | Branche aînée, après 1298 De vair plein, qui est de Lohéac                                |
|       | Branche d'Assérac Gironné d'or et d'azur.                                                 |

## Devise
Modèle:Aquila nigra volans in aureo terminans » (une aigle noire éployée dans l'or et souveraine)

## Personnalités
- Alain d'Assérac, ambassadeur en Angleterre du duc Jean Ier en 1268,

## Châteaux, seigneuries, terres

### Châteaux
- L'ancien château de La Roche-Bernard, édifié par la famille Bernard (Xe siècle-XIe siècle) et aujourd'hui disparu.
- Le château des Basses Fosses (XVIe siècle-XVIIe siècle). Il était jadis entouré de douves et possède une tour carrée. Il est depuis 1983, propriété de la ville de La Roche-Bernard.

### Terres

#### Branche aînée
Les membres de la Branche aînée de la Famille La Roche-Bernard furent teneurs des fiefs de :
- La Roche-Bernard, en qualité de baron. La baronnie se composait de :
  - 12 paroisses autour du château de La Roche-Bernard,
  - La Roche-à-Nort,
  - La Roche-en-Savenay et les 4 paroisses environnantes,
- La Bretesche, Faugaret, en qualité de châtelain,
- Lohéac, Camsillon, Pouldavid, en qualité de seigneur,

#### Branche d'Assérac
Les membres de la Branche d'Assérac furent teneurs des fiefs de :
- d'Assérac, en qualité de seigneur  seigneurie pour laquelle il doit un chevalier et demi en 1294 au seigneur de La Roche-Bernard,
- Faugaret et Ranrouët, en qualité de châtelain,

#### Branche de Quifistre
Les membres de la Branche de Quifistre furent teneurs des fiefs de :
- de Quifistre, en qualité de seigneur,
- du Bois-Geoffrois, en qualité de seigneur,